# Ferry Sunflower
Pour les articles homonymes, voir Sunflower.
Ferry Sunflower (フェリーさんふらわあ, Ferī Sanfurawā) était une compagnie de navigation maritime japonaise assurant le transport de passagers, de véhicules et de fret sur des liaisons maritimes reliant le Kansai à l'île de Kyūshū.
Fondée en 1970 sous le nom de Nippon Kosoku Ferry (日本高速フェリー, Nippon Kosoku Ferī), la compagnie était à l'origine une filiale du groupe Terukoku Yusen (actuelle Marix Line) créée dans le but d'assurer un service rapide à bord de luxueux car-ferries entre Nagoya et Kagoshima. Lancée en 1972, Nippon Kosoku Ferry rencontre un très franc succès parmi les passagers et ses navires arborant une livrée représentant un tournesol acquièrent une grande popularité dans l'archipel. Cependant, les importants investissements pour la construction des navires et les conséquences du choc pétrolier de 1973 entraîneront la faillite de Terukoku Yusen et la reprise de Nippon Kosoku Ferry par le groupe industriel Kurushima Dock en 1976. La compagnie s'alliera ensuite à d'autres armateurs tels que Taiyo Ferry (actuelle Meimon Taiyo Ferry), affiliée à Mitsui O.S.K. Lines (MOL), et Kansai Kisen, devenue filiale de sa maison mère Kurushima Dock. En 1990, en raison des difficultés financières rencontrées par Kurushima Dock, Nippon Kosoku Ferry est rachetée par le groupe MOL et fusionne avec la compagnie Nippon Enkai Ferry, desservant les lignes vers Hokkaidō, ce qui aboutit à la création de Blue Highway Line (ブルーハイウェイライン, Burū haiu~ei rain). Au début des années 2000, MOL organisera la scission des activités de la compagnie en reprenant les liaisons avec Hokkaidō et en créant la filiale Blue Highway Line West Japan (ブルーハイウェイライン西日本, Burū haiu~ei rain Nishinihon) qui exploitera la marque sur les lignes reliant Kyūshū conjointement avec Kansai Kisen. Cette nouvelle filiale sera très vite absorbée par la compagnie Diamond Ferry qui fusionnera ensuite avec Kansai Kisen afin de créer une entité unique qui prendra le nom de Ferry Sunflower.
Le 1er octobre 2023, Ferry Sunflower fusionne avec sa société sœur MOL Ferry pour former une entité unique baptisée MOL Sunflower.

## Histoire

### Origines
À la fin des années 1960, les premiers itinéraires de longue distance assurés par des car-ferries voient le jour au Japon. Depuis l'arrivée de la compagnie Hankyu Ferry, filiale de l'armateur Kanko Kisen, sur les liaisons maritimes reliant Kobe à l'île de Kyūshū à partir de 1968, de nombreuses lignes de car-ferries sont ouvertes un peu partout dans l'archipel.
En 1969, Kijiro Nakagawa, président de la compagnie Terukoku Yusen, exploitant principalement des liaisons maritimes vers l'archipel d’Okinawa, envisage la création d'une société destinée à relier Nagoya et Kagoshima à l'aide de car-ferries offrant des prestations de qualité. Profitant d'une forte croissance économique incitant les Japonais à voyager davantage, il fonde en 1970 la filiale Nippon Kosoku Ferry et signe avec les chantiers Kawasaki Heavy Industries le contrat de construction d'un premier navire. Durant la conception de celui-ci, Nakagawa se penche sur l'identité visuelle de sa future compagnie. Il décide de s'inspirer de la livrée du navire Hibiscus, exploité par Terukoku Yusen, qui intègre sur sa coque une représentation d'un hibiscus en référence à son nom. Ce détail avait été très apprécié par la clientèle, encourageant Nakagawa à imaginer une livrée similaire pour les navires de Nippon Kosoku Ferry. Aidé par un technicien des chantiers Kawasaki, il conçoit un logo représentant un tournesol dessiné de manière à évoquer un lever de Soleil de par sa forme, ce qui est une référence directe au symbole du Soleil levant japonais. Cet emblème sera peint en grand sur la coque du futur navire, qui est baptisé à l'occasion Sunflower.

### 1972-1990

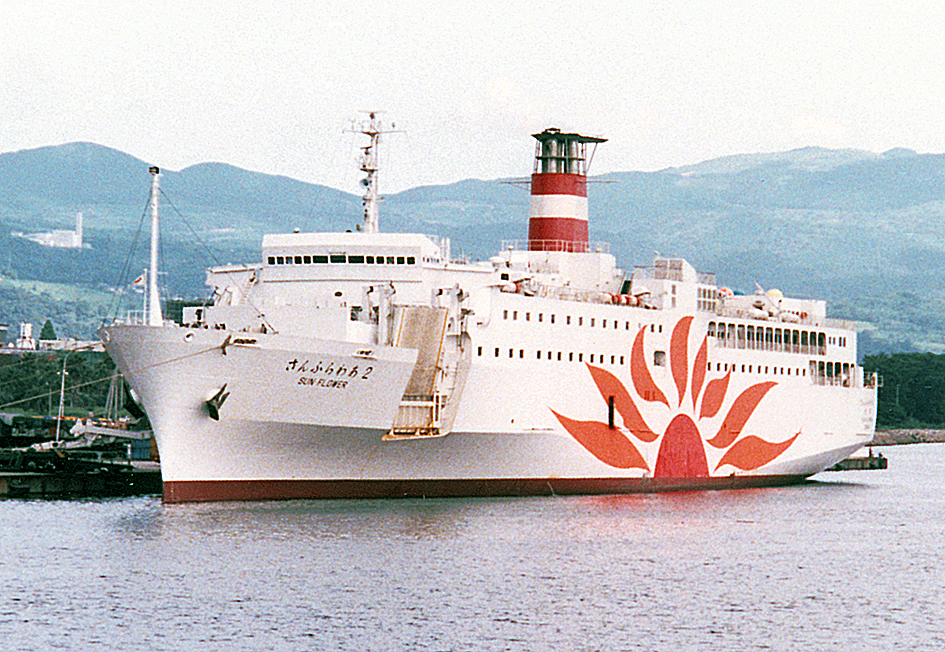
Le Sunflower 2, deuxième navire aligné par Nippon Kosoku Ferry en mai 1972.

Les activités de Nippon Kosoku Ferry sont inaugurées le 1er février 1972 avec la mise en service du Sunflower entre Nagoya, Kōchi et Kagoshima. Capable de transporter 1 124 passagers et 208 véhicules à la vitesse de 25 nœuds, ce car-ferry de 185 mètres rencontre immédiatement un très grand succès grâce au confort et à la qualité de ses aménagements intérieurs. Il est rejoint au mois de mai par un sister-ship livré par les mêmes chantiers, le Sunflower 2,.

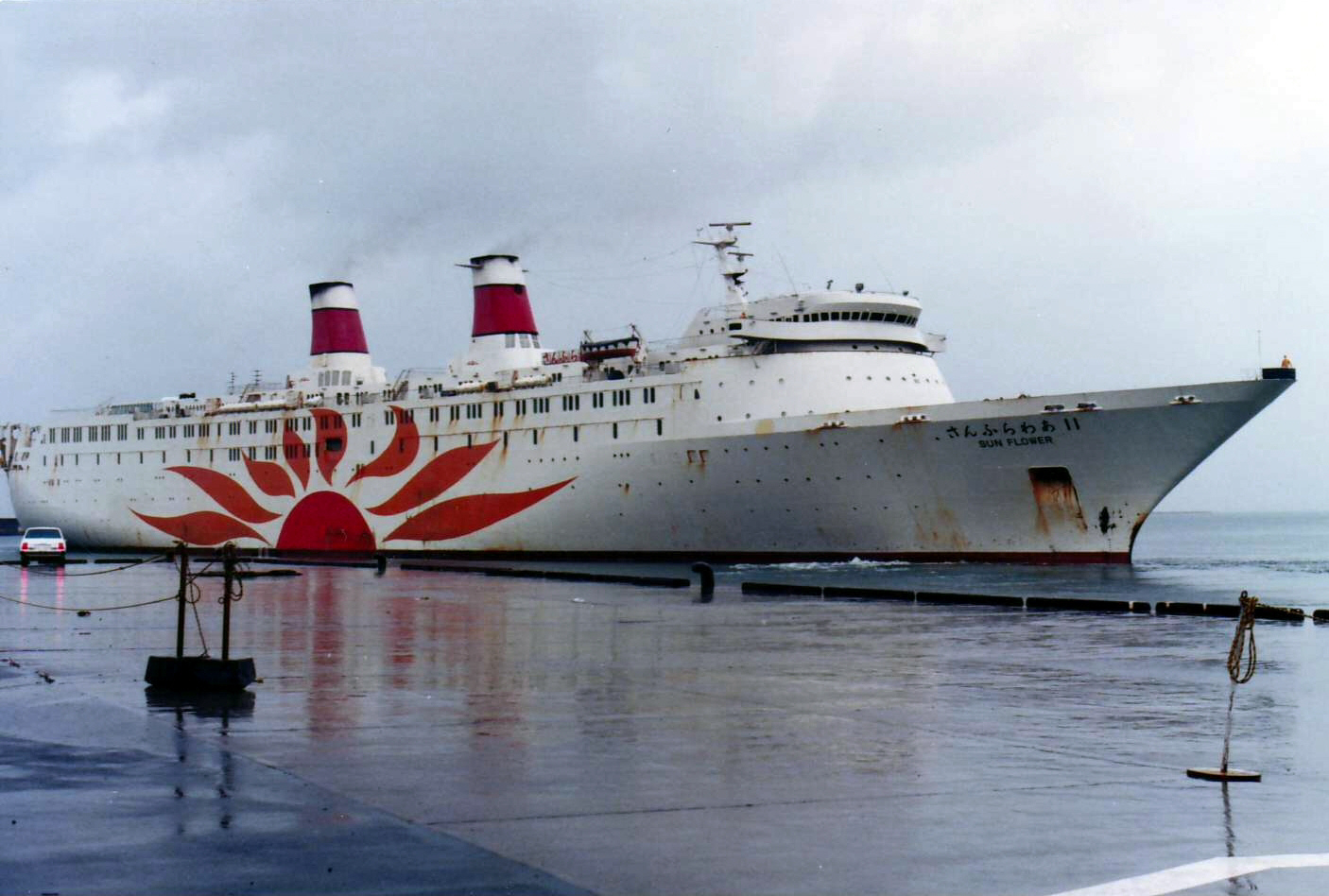
Le Sunflower 11, plus imposant que ses prédécesseurs, est à sa mise en service le ferry le plus luxueux du Japon.

L'immense succès rencontré par les jumeaux Sunflower et Sunflower 2 incite alors Nippon Kosoku Ferry à s'implanter sur de nouveaux itinéraires. En mars 1973 dans un premier temps, une nouvelle liaison reliant Tokyo, Nachikatsuura et Kōchi est ouverte, assurée par un troisième sister-ship des deux premiers navires baptisé Sunflower 5, rejoint au mois de juillet par un jumeau nommé Sunflower 8. La compagnie ouvre ensuite une autre ligne reliant Ōsaka à Kagoshima en octobre 1974 à l'aide d'un cinquième car-ferry, bien plus imposant que ses prédécesseurs. Baptisé Sunflower 11, ce navire de 195 mètres pouvant transporter 1 218 passagers et 191 véhicules à la vitesse de 25 nœuds est le ferry le plus luxueux du Japon,.
Ces navires rencontrent dès leur mise en service un très gros succès. Tout particulièrement appréciés par les familles se rendant en vacances à Kyūshū, ils seront surnommés les Cinq sœurs Sunflower. Mais ce succès sera toutefois de courte durée. À la suite du premier choc pétrolier et de la hausse du prix du carburant, l'économie du Japon est frappé de plein fouet par les conséquences de cette crise, conduisant à une forte diminution du nombre de passagers sur les lignes de Nippon Kosoku Ferry. S'ajoute à cela les difficultés financières de sa société mère Terukoku Yusen provoquées par l'investissement colossal de la construction des cinq navires de sa filiale. Endettée à la hauteur de 43 milliards de yens, Terukoku Yusen est déclarée en faillite en septembre 1975,.
De son côté, Nippon Kosoku Ferry accuse un déficit de 9,5 milliards de yens, soit presque le triple de son capital. Afin de maintenir ses liaisons maritimes, la compagnie décide de transférer la propriété de ses navires. Le 30 septembre, le Sunflower 11 est vendu au groupe industriel Kurushima Dock pour la somme de 7 milliards de yens et affrété par Nippon Kosoku. Le groupe Kurushima deviendra en mai 1976 l'actionnaire majoritaire de la compagnie. Au mois d'octobre, seuls trois navires sur cinq naviguent, chacun positionné individuellement sur les itinéraires de Nippon Kosoku Ferry. Le 15 novembre 1976, la propriété des jumeaux Sunflower et le Sunflower 2 est transférée à la compagnie Taiyō Ferry, filiale de la société Mitsui O.S.K. Lines, pour 6,4 milliards de yens. Les deux navires reprendront la mer à partir de mars 1977 sur la ligne Ōsaka - Kanda, toujours en arborant les couleurs de Nippon Kosoku Ferry.

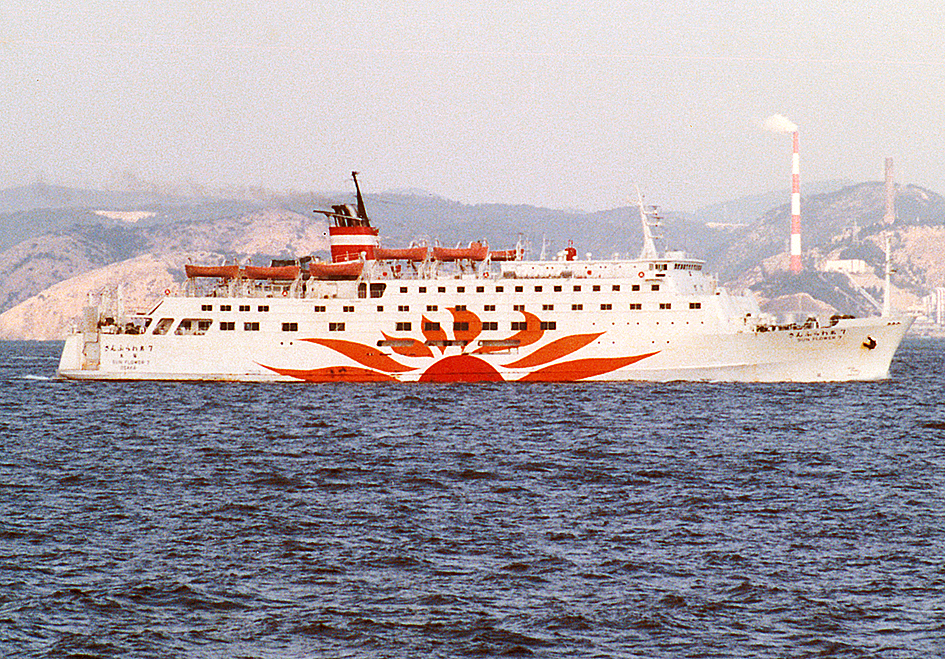
Le Sunflower 7, ex-Wakashio Maru, est le premier navire exploité par une compagnie autre que Nippon Kosoku Ferry à arborer la livrée Sunflower.

En mars 1978, la ligne Nagoya - Kōchi - Kagoshima est interrompue et le Sunflower 5 désarmé. Cette même année, le deuxième choc pétrolier affecte une nouvelle fois l'économie japonaise et fragilise un peu plus l'équilibre financier des transporteurs maritimes. C'est dans ce contexte que Kurushima Dock fera l'acquisition de la majorité du capital de la compagnie Kansai Kisen. Dès 1979, des travaux de rénovations sont entrepris sur le ferry Wakashio Maru qui est transféré sous les couleurs de la livrée Sunflower afin d'être utilisé sur des croisières autour du Japon sous le nom de Sunflower 7. À la même période, les jumeaux Sunflower et Sunflower 2 bénéficient d'une importante refonte au niveau de leurs aménagements ainsi que leurs accès au garage. Les autres navires de la flotte connaîtront des travaux similaires entre septembre 1981 et juillet 1982. En août 1981, le Sunflower 5 reprendra du service en suppléant le Sunflower 11 entre Ōsaka, Shibushi et Kagoshima.
En février 1984, Nippon Kosoku Ferry transfère la propriété de ses deux navires restants au sein de sa maison mère. Son capital est également réduit de 98% et passe de 3,6 milliards à 72 millions de yens. En novembre de cette même année, Taiyō Ferry fusionne avec la compagnie Meimon Ferry pour former la nouvelle entité Meimon Taiyō Ferry. En conséquence, les ferries Sunflower et Sunflower 2 sont cédés à Kansai Kisen en échange de deux de ses navires, les Ferry Kogane Maru et Ferry Nishiki Maru. Kansai Kisen transférera ensuite la propriété des navires à Kurushima Dock. Ils seront par la suite affrétés par Kansai Kisen qui les exploitera entre Kobe et Beppu, toujours sous la livrée Sunflower.
À partir de mars 1987, Kurushima Dock est frappée par d'importantes difficultés financières. Afin de restructurer le groupe, la direction décide de vendre ses parts dans les compagnies Nippon Kosoku Ferry et Kansai Kisen. Au mois de janvier 1990, la compagnie Nippon Enkai Ferry, filiale de l'armateur Mitsui O.S.K. Lines (MOL), reprend l'exploitation de la ligne entre Tokyo, Nachikatsuura et Kōchi et le navire Sunflower 8. Quelques mois plus tard, MOL rachète les parts de Kansai Kisen et en devient l'actionnaire majoritaire. À la fin du mois d'août, il est annoncé que Nippon Enkai Ferry récupérera le reste des actifs de Nippon Kosoku. Les ferries Sunflower 5 et Sunflower 11 ainsi que la ligne Ōsaka - Shibushi - Kagoshima passent donc sous le contrôle du groupe MOL dès le mois de novembre. À l'occasion, la livrée Sunflower est ajoutée sur tous les navires de la flotte de Nippon Enkai Ferry qui devient Blue Highway Line.

### 1990-2000
Désormais propriétaire de la marque Sunflower, Mitsui O.S.K. Lines la fait arborer à tous les navires de la flotte de Blue Highway Line. Ainsi, les ferries Sapporo Maru, Erimo Maru et Ōarai Maru se voient parés de la livrée Sunflower et sont rebaptisés en intégrant dans leurs nouveaux noms le préfixe Sunflower. Ceci permet alors à la marque d'être présente désormais sur les liaisons reliant l'île d'Hokkaidō.
En parallèle, quelques changements interviennent également au sein de la flotte originale. Tandis que le Sunflower 7 est vendu, les Sunflower 5, Sunflower 8 et Sunflower 11 sont rebaptisés respectivement Sunflower Osaka, Sunflower Tose et Sunflower Satsuma. Les ferries Sunflower et Sunflower 2 conserveront quant à eux leur patronyme. Ces derniers restent par ailleurs exploités par Kansai Kisen entre Kobe et Beppu. À partir de 1991, l'escale à Kagoshima qui prolongent les traversée reliant Ōsaka à Shibushi n'est effectuée plus qu'en saison estivale.

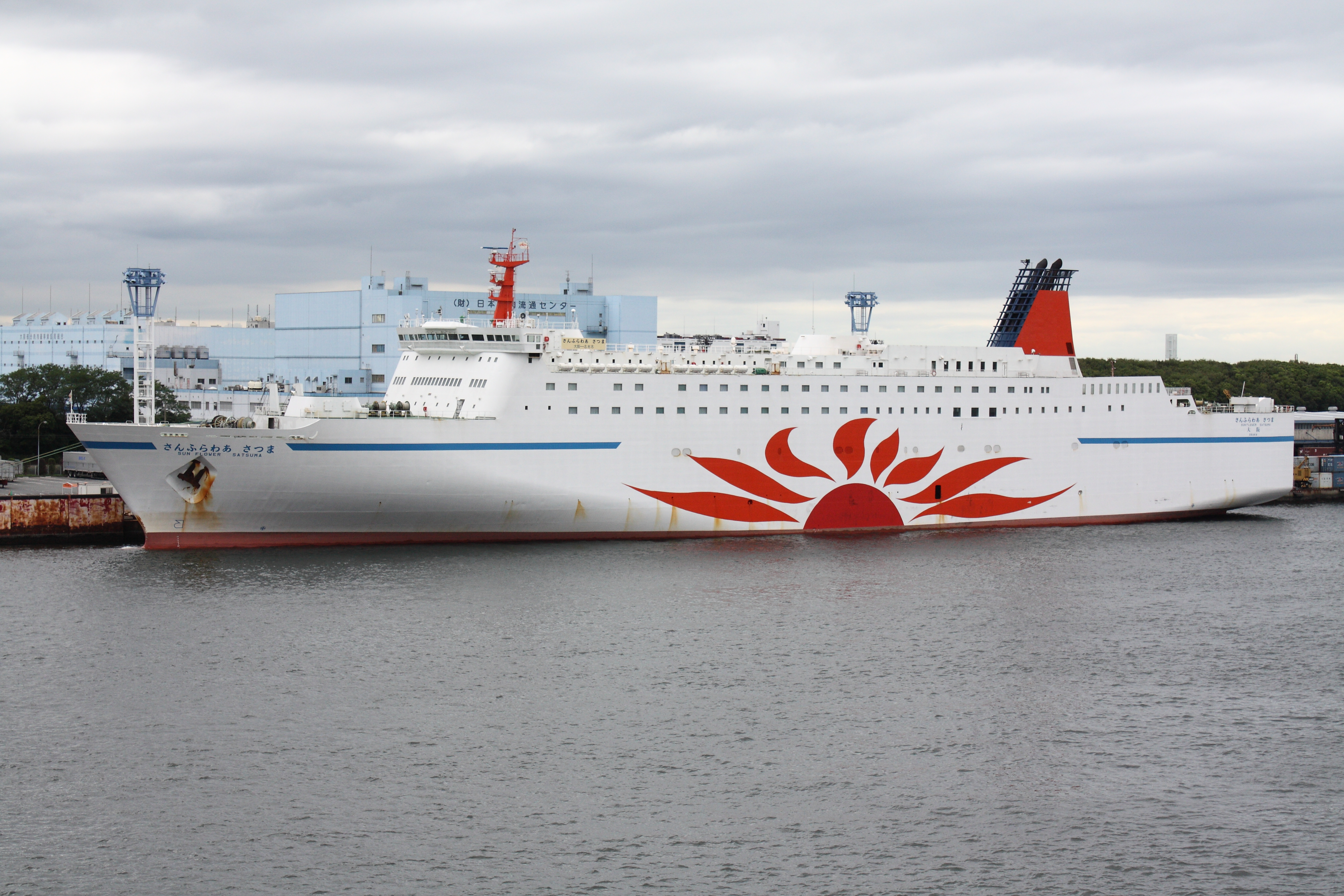
Le Sunflower Satsuma, mis en service en 1993.

Dès son arrivée à la tête de la compagnie, Blue Highway Line se lance dans un important programme de renouvellement de la flotte vieillissante. Dans un premier temps, Kansai Kisen réceptionne en 1992 les jumeaux Sunflower Kogane et Sunflower Nishiki, car-ferries de 150 mètres pouvant transporter 940 passagers, 60 véhicules et 100 remorques. Ces deux navires sont affectés entre Ōsaka et Beppu en remplacement des vieux paquebots classiques Aibori Maru et Kobari Maru. En mars 1993, Blue Highway prend livraison du nouveau Sunflower Satsuma qui remplace l'ancien navire du même nom entre Ōsaka et Shibushi. Conçu selon les derniers standards de la construction navale japonaise, ce navire moderne de 186 mètres peut embarquer 700 passagers, 140 véhicules ainsi que 175 remorques. Il sera rejoint en août par son sister-ship le Sunflower Kirishima qui supplantera au sein de la flotte le Sunflower Osaka. La flotte naviguant vers Hokkaidō est également renforcée en décembre 1993 avec l'arrivée du Sunflower Mito, arborant une conception proche de celle des précédents navires.

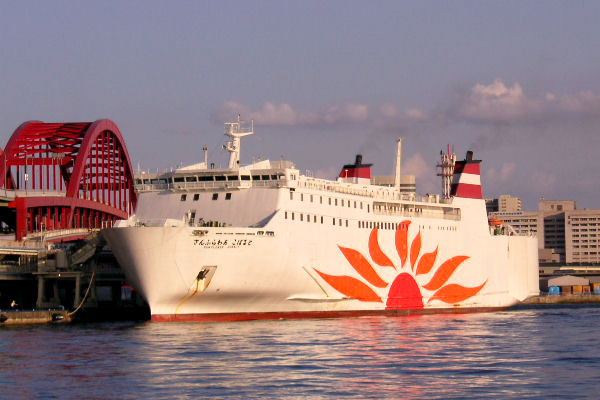
Le Sunflower Cobalt, mis en service en 1998.

Entre 1997 et 1998, quelques changements sont opérés au niveau de l'affectation de la flotte. Les jumeaux Sunflower Satsuma et Sunflower Kirishima sont transférés sur la ligne d'Hokkaidō entre Tokyo et Tomakomai à la place des Sunflower Sapporo et Sunflower Erime qui les remplacent entre Ōsaka et Shibushi. Le Sunflower Tose est supplanté entre Tokyo, Nachikatsuura et Kōchi par le nouveau Sunflower Kuroshio. Au mois de septembre, le port de départ vers Hokkaidō est déménagé de Tokyo à Ōarai, dans la préfecture d'Ibaraki. En décembre 1997 et avril 1998, Kansai Kisen prend livraison de deux navires neufs, les Sunflower Ivory et Sunflower Cobalt, qui remplacent sur la ligne Kobe - Beppu les anciens Sunflower et Sunflower 2 qui sont retirés de la flotte puis vendus. Enfin, en janvier 1998, Blue Highway met en service le Sunflower Tsukuba sur les lignes vers Hokkaidō, entraînant le transfert du Sunflower Oarai sur les lignes de Kyūshū et la sortie de flotte du vieux Sunflower Sapporo.
En février 2000, en raison des difficultés financières rencontrées par Blue Highway Line, MOL décide de scinder les activités de la compagnie et de les répartir au sein de deux sociétés distinctes. Les liaisons vers Kyūshū et Shikoku sont alors attribuées à une toute nouvelle entité nommée Blue Highway Line West Japan tandis que la desserte d'Hokkaidō est directement reprise par MOL via sa filiale MOL Ferry qui supplante Blue Highway Line.

### 2000-2011
Les activités de Blue Highway Line West Japan débutent officiellement en avril 2000. La compagnie récupère les liaisons reliant Ōsaka et Tokyo à Shibushi, Nachikatsuura et Kōchi ainsi que les navires Sunflower Satsuma, Sunflower Kirishima et Sunflower Kuroshio. Ses traversées sont toujours complétées par celles de Kansai Kisen entre Ōsaka, Kobe et Beppu. La liaison entre Tokyo, Nachikatsuura et Kōchi sera toutefois abandonnée en octobre 2001, entraînant la sortie de flotte du Sunflower Kuroshio.
À partir de 2003, Kansai Kisen s'associe avec la compagnie Diamond Ferry, également filiale du groupe MOL. Les deux armateurs lancent conjointement une ligne entre Kobe et Ōita. Diamond Ferry sera alors l'instigatrice de la coordination des opérations des trois compagnies naviguant sous la marque Sunflower, tout d'abord en lançant un site de réservation commun aux trois armateurs en 2005.
De son côté, Blue Highway Line West Japan désire réformer en profondeur ses dessertes. Il est ainsi prévu de clore la liaison entre Ōsaka et Shibushi à l'horizon 2007 et de déménager le port d'arrivée à Miyazaki dans l'optique d'économiser 300 millions de yens sur la facture de carburant. Le projet sera cependant retardé en raison des nombreuses négociations entre les autorités portuaires et la compagnie Miyazaki Car Ferry en vue de l'attribution du poste à quai. Blue Highway West Japan renoncera finalement au projet en mars 2007.
Le 1er juillet 2007, Blue Highway Line West Japan est absorbée par Diamond Ferry. Une holding nommée Ferry Sunflower sera ensuite créée en octobre 2009 afin de chapeauter Diamond Ferry et Kansai Kisen. En conséquence, les autres activités de Kansai Kisen sont transférées sous les couleurs de Sunflower. La compagnie reprend ainsi l'exploitation de la ligne reliant Kitakyūshū à Matsuyama, sur l'île de Shikoku, ainsi que les navires Ferry Kurushima et Ferry Hayatomo 2.
À cette même période, Diamond Ferry contribue à son premier apport au sein de la flotte en réceptionnant les jumeaux Sunflower Gold et Sunflower Pearl en novembre 2007 et janvier 2008. Longs de 165 mètres et capables de transporter 780 passagers, 75 véhicules et 147 remorques, ils sont mis en service entre Kobe et Ōita. L'année suivante, en raison d'une réduction du nombre d'escales entre Ōsaka et Beppu, les sister-ships Sunflower Kogane et Sunflower Nishiki sont retirés de la flotte.
Le 1er octobre 2011, les sociétés Diamond Ferry, Kansai Kisen et Ferry Sunflower fusionnent pour ne former qu'une seule et même entité qui récupère le nom de Ferry Sunflower.

### 2011-2023

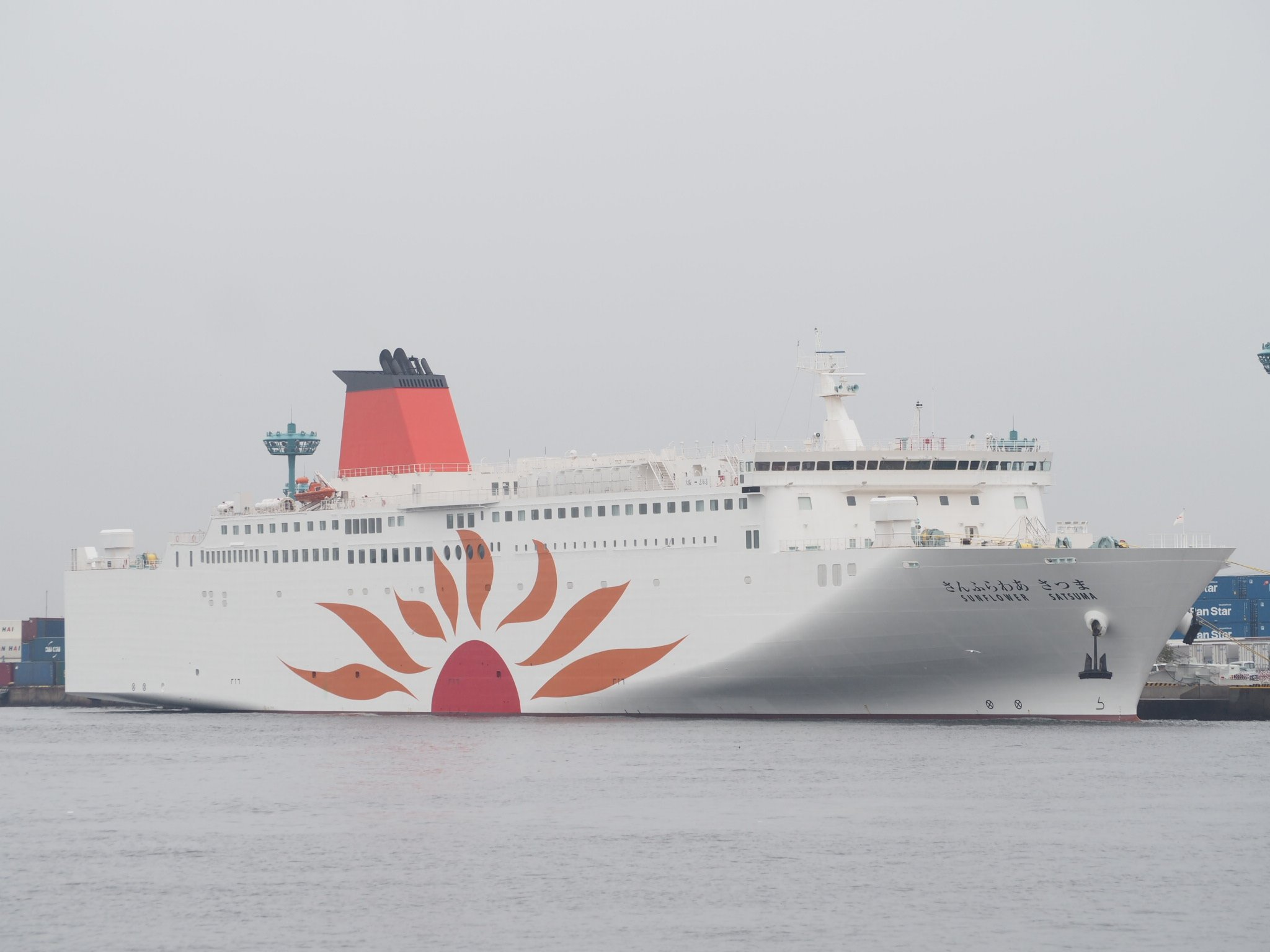
Le nouveau Sunflower Satsuma, mis en service en 2018.

Fin mars 2013, Ferry Sunflower abandonne les anciennes activités de Kansai Kisen entre Kitayūshū et Matsuyama et cèdent l'exploitation de la ligne ainsi que les navires à la compagnie locale Matsuyama-Kokura Ferry.
En novembre 2015, la compagnie annonce avoir passé commande de deux nouveaux car-ferries qui remplaceront les jumeaux Sunflower Satsuma et Sunflower Kirishima à l'horizon 2018. Construits par les chantiers JMU de Yokohama, leur arrivée s'inscrit dans la stratégie de renouvellement de la flotte qui tend à vieillir. En attendant la venue des futurs navires, Sunflower entreprend en 2017 la construction d'un nouveau terminal à Shibushi.
Livrés respectivement en avril et en octobre 2018, les nouveaux Sunflower Satsuma et Sunflower Kirishima remplacent leurs aînés du même nom entre Ōsaka et Shibushi. Avec 192 mètres de long et une capacité de 700 passagers, 140 véhicules et 121 remorques, ils sont également dotés d'installations modernes et confortables.
L'année suivante, Ferry Sunflower annonce que le renouvellement de la flotte se poursuivra avec la commande de deux autres navires qui remplaceront cette fois-ci les ferries Sunflower Cobalt et Sunflower Ivory entre Ōsaka et Beppu. Équipés de moteurs pouvant être alimentés au gaz naturel liquéfié, ils sont alors les premiers navires à utiliser ce type de carburant, moins polluant que le fioul, dans l'archipel. Le premier d'entre eux, le Sunflower Kurenai, a pris la relève du Sunflower Ivory le 13 janvier 2023. Quelques mois plus tard, son jumeau le Sunflower Murasaki entre en flotte et se substitue au Sunflower Cobalt.
Cette même année, le groupe MOL annonce le 13 février que les entités Ferry Sunflower et MOL Ferry seront fusionnées afin de constituer un armement unique. Officialisée au mois de juin, la nouvelle société MOL Sunflower prend la succession de Ferry Sunflower le 1er octobre 2023.

## Lignes desservies
Ferry Sunflower opérait toute l'année des traversées vers différents ports de l'île de Kyūshū depuis Ōsaka et Kobe. Ces liaisons sont désormais assurées par la compagnie MOL Sunflower.

### Kansai-Kyūshū
| Ligne            | Durée         | Navires                                  |
| ---------------- | ------------- | ---------------------------------------- |
| Ōsaka - Shibushi | au moins 14 h | Sunflower Kirishima et Sunflower Satsuma |
| Ōsaka - Beppu    | au moins 10 h | Sunflower Kurenai et Sunflower Cobalt    |
| Kobe - Ōita      | au moins 10 h | Sunflower Pearl et Sunflower Gold        |

## Anciens navires
| Navire                | Pavillon | Type    | Construction | Période   | tonnage    | Longueur | Largeur | Passagers | Véhicules     | Vitesse    | Statut |
| --------------------- | -------- | ------- | ------------ | --------- | ---------- | -------- | ------- | --------- | ------------- | ---------- | --- |
| Sunflower Murasaki    |          | Ferry   | 2023         | 2023      | 17 300 UMS | 199,90 m | 28 m    | 710       | 100           | 22,5 nœuds | Transféré au sein de MOL Sunflower. |
| Sunflower Kurenai     |          | Ferry   | 2023         | 2023      | 17 300 UMS | 199,90 m | 28 m    | 710       | 100           | 22,5 nœuds | Transféré au sein de MOL Sunflower. |
| Sunflower Kirishima   |          | Ferry   | 2018         | 2018-2023 | 13 659 UMS | 192,50 m | 27 m    | 709       | 140           | 23 nœuds   | Transféré au sein de MOL Sunflower. |
| Sunflower Satsuma     |          | Ferry   | 2018         | 2018-2023 | 13 659 UMS | 192,50 m | 27 m    | 709       | 140           | 23 nœuds   | Transféré au sein de MOL Sunflower. |
| Sunflower Pearl       |          | Ferry   | 2008         | 2008-2023 | 11 178 UMS | 165,50 m | 27 m    | 748       | 75            | 23,2 nœuds | Transféré au sein de MOL Sunflower. |
| Sunflower Gold        |          | Ferry   | 2007         | 2007-2023 | 11 178 UMS | 165,50 m | 27 m    | 748       | 75            | 23,2 nœuds | Transféré au sein de MOL Sunflower. |
| Sunflower Cobalt      |          | Ferry   | 1998         | 1998-2023 | 9 245 UMS  | 153 m    | 25 m    | 710       | 100           | 22,4 nœuds | Vendu en Indonésie. |
| Sunflower Ivory       |          | Ferry   | 1997         | 1997-2023 | 9 245 UMS  | 153 m    | 25 m    | 710       | 100           | 22,4 nœuds | Vendu en Indonésie. |
| Sunflower Kirishima 1 |          | Ferry   | 1993         | 1993-2019 | 12 418 UMS | 186 m    | 25,50 m | 782       | 140           | 23,5 nœuds | Vendu en Indonésie. Navigue actuellement sous le nom de Dharma Kencana VII.                                                                                     |
| Sunflower Satsuma 1   |          | Ferry   | 1993         | 1993-2018 | 12 415 UMS | 186 m    | 25,50 m | 782       | 140           | 23,5 nœuds | Vendu en Indonésie. Navigue actuellement sous le nom de Dharma Ferry VII.                                                                                       |
| Ferry Hayatomo 2      |          | Ferry   | 1987         | 2009-2013 | 4 238 UMS  | 119 m    | 21 m    | 756       | 41            | 18 nœuds   | Navigue actuellement pour le compte de la compagnie Matsuyama-Kokura Ferry.                                                                                     |
| Ferry Kurushima       |          | Ferry   | 1987         | 2009-2013 | 4 277 UMS  | 119 m    | 21 m    | 756       | 41            | 18 nœuds   | Navigue actuellement pour le compte de la compagnie Matsuyama-Kokura Ferry.                                                                                     |
| Sunflower Nishiki     |          | Ferry   | 1992         | 1992-2010 | 9 800 UMS  | 150,90 m | 25 m    | 859       | 60            | 22,1 nœuds | Navigue actuellement aux Philippines sous le nom de St Leo the Great.                                                                                           |
| Sunflower Kogane      |          | Ferry   | 1992         | 1992-2010 | 9 710 UMS  | 150,90 m | 25 m    | 859       | 60            | 22,1 nœuds | Navigue actuellement aux Philippines sous le nom de Superferry 20.                                                                                              |
| Sunflower Kuroshio    |          | Ferry   | 1997         | 1997-2001 | 9 723 UMS  | 160 m    | 25 m    | 530       | 70            | 22,7 nœuds | Navigue actuellement pour le compte de la compagnie sud-coréenne PanStar Cruise sous le nom de PanStar Dream.                                                   |
| Sunflower Tomakomai   |          | Roulier | 1999         | 1999-2000 | 12 520 UMS | 199 m    | 24,50 m | 12        | 165 remorques | 30 nœuds   | Actuellement désarmé en Grèce sous le nom de Ayshe. |
| Sunflower Tsukuba     |          | Ferry   | 1998         | 1998-2000 | 12 325 UMS | 192 m    | 27 m    | 342       | 111           | 23 nœuds   | Transféré au sein de MOL Ferry. Navigue actuellement sous le nom d‘Elyros pour le compte de la compagnie grecque ANEK Lines.                                    |
| Sunflower Mito        |          | Ferry   | 1993         | 1993-2000 | 11 782 UMS | 186 m    | 25,50 m | 514       | 140           | 24,6 nœuds | Transféré au sein de MOL Ferry. Navigue actuellement pour la compagnie chinoise COSCO sous le nom de COSCO Star.                                                |
| Sunflower Oarai       |          | Ferry   | 1987         | 1990-2000 | 15 139 UMS | 178 m    | 24,80 m | 550       | 105           | 22,9 nœuds | Transféré au sein de MOL Ferry. A terminé sa carrière en 2010 sous le nom de Colossus pour le compte de la compagnie grecque NEL Lines. Démoli à Alang en 2013. |
| Sunflower Erimo       |          | Ferry   | 1989         | 1990-2000 | 11 272 UMS | 178 m    | 25 m    | 634       | 105           | 23,7 nœuds | Transféré au sein de MOL Ferry. Navigue actuellement en Corée du Sud sous le nom de Yong Xia.                                                                   |
| Sunflower             |          | Ferry   | 1972         | 1972-1998 | 11 312 UMS | 185 m    | 24 m    | 1 124     | 204           | 25,5       | A terminé sa carrière en Corée du Nord à une date indéterminée.                                                                                                 |
| Sunflower Sapporo     |          | Ferry   | 1974         | 1990-1998 | 11 098 UMS | 164 m    | 24 m    | 640       | 55            | 20 nœuds   | A terminé sa carrière en 2013 pour le compte de la compagnie grecque NEL Lines sous le nom de Ionian Sky. Démoli à Aliağa en 2020.                              |
| Sunflower 2           |          | Ferry   | 1972         | 1972-1997 | 12 112 UMS | 185 m    | 24 m    | 1 124     | 204           | 25,5       | A terminé sa carrière aux Philippines sous le nom d‘Orientalis à une date indéterminée.                                                                         |
| Sunflower Tose        |          | Ferry   | 1973         | 1973-1997 | 12 759 UMS | 185 m    | 24 m    | 1 124     | 204           | 25,5       | A terminé sa carrière aux Philippines sous le nom de Princess of New Unity à une date indéterminée.                                                             |
| Sunflower Satsuma     |          | Ferry   | 1974         | 1974-1993 | 13 599 UMS | 195,80 m | 26,90 m | 1 218     | 191           | 25,5       | Vendu à la compagnie philippine Sulpicio Lines et rebaptisé Princess of the Orient. Naufrage le 18 décembre 1998 durant le typhon Vicki.                        |
| Sunflower Osaka       |          | Ferry   | 1973         | 1973-1993 | 12 759 UMS | 185 m    | 24 m    | 1 124     | 204           | 25,5       | Vendu à la compagnie philippine SuperFerry et rebaptisé Superferry 10. Détruit à la suite d'un incendie en 2001.                                                |
| Sunflower 7           |          | Ferry   | 1973         | 1979-1992 | 7 494 UMS  | 124,90 m | 17 m    | 764       | ?             | 25         | A terminé sa carrière en Grèce. Démoli à Aliağa en 2014. |